# کوک-یاتوک
کوک-یاتوک (به لاتین: Kok-Yatok) یک منطقهٔ مسکونی در کشور قرقیزستان است که در استان اوش واقع شده‌است. کوک-یاتوک ۹۸۹ متر بالاتر از سطح دریا واقع شده‌است.